# Strata SE1
Strata SE1, bijgenaamd The Razor, is een wolkenkrabber in Londen, Verenigd Koninkrijk. Het gebouw van Castle House developments is ontworpen door architectenpraktijk BFLS en gebouwd door Brookfield Constructions UK. Het is het eerste gebouw ter wereld, waarbij windturbines in het het gebouw zelf verwerkt zijn. De bouw liep van 2007 tot juni 2010 voor een bedrag van in totaal ₤113.500.000.

## Ontwerp
Strata SE1 is 147,85 meter hoog en telt 43 verdiepingen. Het heeft een totale oppervlakte van 36.610 vierkante meter en bevat 3 liften. Alle 408 appartementen bevatten ramen, die over de gehele verdieping lopen.
De bovenste 20 meter van het gebouw bevat drie windturbines met een diameter van 9 meter. De aerodynamische vorm van het gebouw beschermt niet alleen de openbare ruimtes om het gebouw tegen de wind, maar vergroot ook de efficiëntie van de windturbines. Iedere turbine van 19kW zal naar schatting jaarlijks tot 50 kilowattuur produceren. Iedere turbine bevat vijf rotors in plaats van de gebruikelijke drie, om zo minder geluid te produceren. Daarnaast verminderen vier dempers de trillingen naar het gebouw.